# Tyree Appleby
Pour les articles homonymes, voir Appleby.
Tyree Appleby, né le 30 septembre 1998 à Little Rock, en Arkansas, est un joueur américain de basket-ball évoluant au poste de meneur.

## Biographie

### Carrière universitaire
Entre 2017 et 2019, il joue pour les Vikings de Cleveland State (en) à l'université d'État de Cleveland.
Entre 2019 et 2022, Appleby joue pour les Gators de la Floride à l'université de Floride.
Entre 2022 et 2023, il joue pour les Demon Deacons de Wake Forest à l'université de Wake Forest.

### Carrière professionnelle

#### Limoges Cercle Saint-Pierre (2023-2024)
Le 22 juin 2023, automatiquement éligible à la draft 2023 de la NBA, il n'est pas sélectionné.
Durant l'été 2023, Appleby participe à la NBA Summer League de Las Vegas avec les Bulls de Chicago.
Le 18 juillet 2023, il signe un contrat avec l'équipe française du Limoges Cercle Saint-Pierre,.

## Palmarès

### Universitaire
- First-team All-ACC (2023)
- Second-team All-Horizon League (2019)
- Horizon League All-Freshman team (2018)

## Statistiques

### Universitaires
Les statistiques de Tyree Appleby en matchs universitaires sont les suivantes :
| Saison    | Équipe               | Matchs   | Titul.   | Min./m   | % Tir    | % 3pts   | % LF     | Rbds/m.  | Pass/m.  | Int/m.   | Ctr/m.   | Pts/m.   |
| --------- | -------------------- | -------- | -------- | -------- | -------- | -------- | -------- | -------- | -------- | -------- | -------- | -------- |
| 2017-2018 | Cleveland State (en) | 34       | 25       | 25,7     | 44,5     | 32,4     | 71,6     | 2,41     | 3,97     | 1,29     | 0,24     | 11,76    |
| 2018-2019 | Cleveland State      | 29       | 29       | 30,5     | 42,0     | 38,9     | 78,0     | 3,76     | 5,59     | 1,45     | 0,31     | 17,21    |
| 2019-2020 | Floride              | Redshirt | Redshirt | Redshirt | Redshirt | Redshirt | Redshirt | Redshirt | Redshirt | Redshirt | Redshirt | Redshirt |
| 2020-2021 | Floride              | 25       | 17       | 28,3     | 41,3     | 34,9     | 82,9     | 3,08     | 3,28     | 1,52     | 0,12     | 11,28    |
| 2021-2022 | Floride              | 34       | 27       | 27,4     | 36,4     | 34,2     | 84,8     | 2,12     | 3,68     | 1,24     | 0,12     | 10,91    |
| 2022-2023 | Wake Forest          | 33       | 33       | 36,6     | 42,7     | 36,0     | 82,0     | 3,45     | 6,42     | 1,76     | 0,06     | 18,85    |
| Carrière  | Carrière             | 155      | 131      | 29,7     | 41,6     | 35,7     | 79,7     | 2,93     | 4,62     | 1,45     | 0,17     | 14,03    |